# Деси (Казбегский муниципалитет)
Деси (груз. დესი; осет. Дес) — селение в Трусовском ущелье, находится в Казбегском муниципалитете Грузии.

## Описание
Недалеко от слияния рек Терека и Суатиси лежат два аула — Верхний и Нижний Дес. Как рассказывали Каргаевы, Петр (1913 г. рождения) и Парфирий (1924 г. рождения), в первом селении жили Хамицевы из Урс Туалта, Каргаевы и Казиевы из Куртатинского ущелья, один дом Татровых и один — Саудзаццата. К настоящему времени не сохранилось ни одной башни. К западу от селения, на возвышенности, находится Деси Уастырджийы кувандон. Рядом с новым святилищем, построенным лет 55 назад, расположено старое, сложенное из обработанных камней. Сверху капище украшает каменный крест. Старожилы поведали предание о том, будто некие пастухи как-то взяли в святилище колокольчики, но в тот же день передрались и убили друг друга. Праздник Деси Уастырджи отмечается одновременно с осетинским праздником Атинаг.
Нижний Дес населяли Мириковы, Салбиевы и Хамицевы. Из архитектурных памятников особый интерес вызвала сильно руинированная полукруглая башня на западе селения. Она сложена из скальных обломков огромных размеров. Строение с циклопической кладкой без связующего раствора. Первоначальную высоту определить трудно, ибо стены разрушены. Вся внутренняя часть завалена глыбами столь же большими, как и в стенах. По типу постройки и технике кладки башня может быть отнесена к наиболее архаическим памятникам Тырсыгома. Её можно связать с аланами, тем более, что рядом на кладбище найдена аланская надмогильная плита с надписью. Население Нижнего Деса использовало башню как святилище Мады Майрам; сюда приводили невест.
Сильное впечатление оставляют комплексы XVII—XVIII веков с мощными заградительными стенами. Один принадлежал Салбиевым, другой — Мириковым.